# Colbertia
Colbertia es un género extinto de mamíferos placentarios del orden Notoungulata, que vivió durante el Paleoceno-Eoceno en Sudamérica. Incluye dos especies: Colbertia lumbrerense†, hallada en la formación Lumbrera en la provincia de Tucumán, Argentina, y Colbertia magellanica† que fue hallada en São José de Itaboraí, estado de Río de Janeiro, Brasil.

## Descripción
Este animal habría sido tan grande como una zarigüeya (Didelphis virginiana), y es probable que tuviera una longitud cercana a los 50 centímetros sin la cola. Se le calcula un peso aproximado de 2-3 kilogramos. Colbertia tenía un cráneo relativamente alargado, con molares de la corona baja (braquiodonte) y lofodontes. Paracono y metacono tenían pliegues considerables. Los huesos del tobillo de Colbertia indican que este animal todavía era plantígrado, una condición ancestral para los notoungulados. La morfología de los huesos de la base del cráneo fue similar a la de otros notoungulados arcaicos.

## Clasificación
El género Colbertia fue establecido por el paleontólogo brasilero Carlos de Paula Couto en 1952, para acomodar una especie de notoungulado descrita un par de años antes como una nueva especie del género Oldfieldthomasia (O. magellanica). La especie tipo es Colbertia magellanica y se conoce en Sao José de Itaboraí en Brasil. Se remonta al período Paleoceno superior - Eoceno inferior. Se han encontrado fósiles atribuidos a otra especie (C. lumbrerense) en Argentina en suelos más recientes de la formación Lumbrera en la localidad de Estancia Pampa Grande, provincia de Salta.